# Xoconoxtlito del Llanito
Xoconoxtlito del Llanito är en ort i Mexiko.   Den ligger i kommunen Dolores Hidalgo och delstaten Guanajuato, i den centrala delen av landet, 270 km nordväst om huvudstaden Mexico City. Xoconoxtlito del Llanito ligger 1 940 meter över havet och antalet invånare är 520.
Terrängen runt Xoconoxtlito del Llanito är platt åt nordost, men åt sydväst är den kuperad. Runt Xoconoxtlito del Llanito är det ganska tätbefolkat, med 93 invånare per kvadratkilometer. Närmaste större samhälle är Dolores Hidalgo, 3,9 km nordost om Xoconoxtlito del Llanito. Trakten runt Xoconoxtlito del Llanito består i huvudsak av gräsmarker.